# Grant Motor Car Corporation

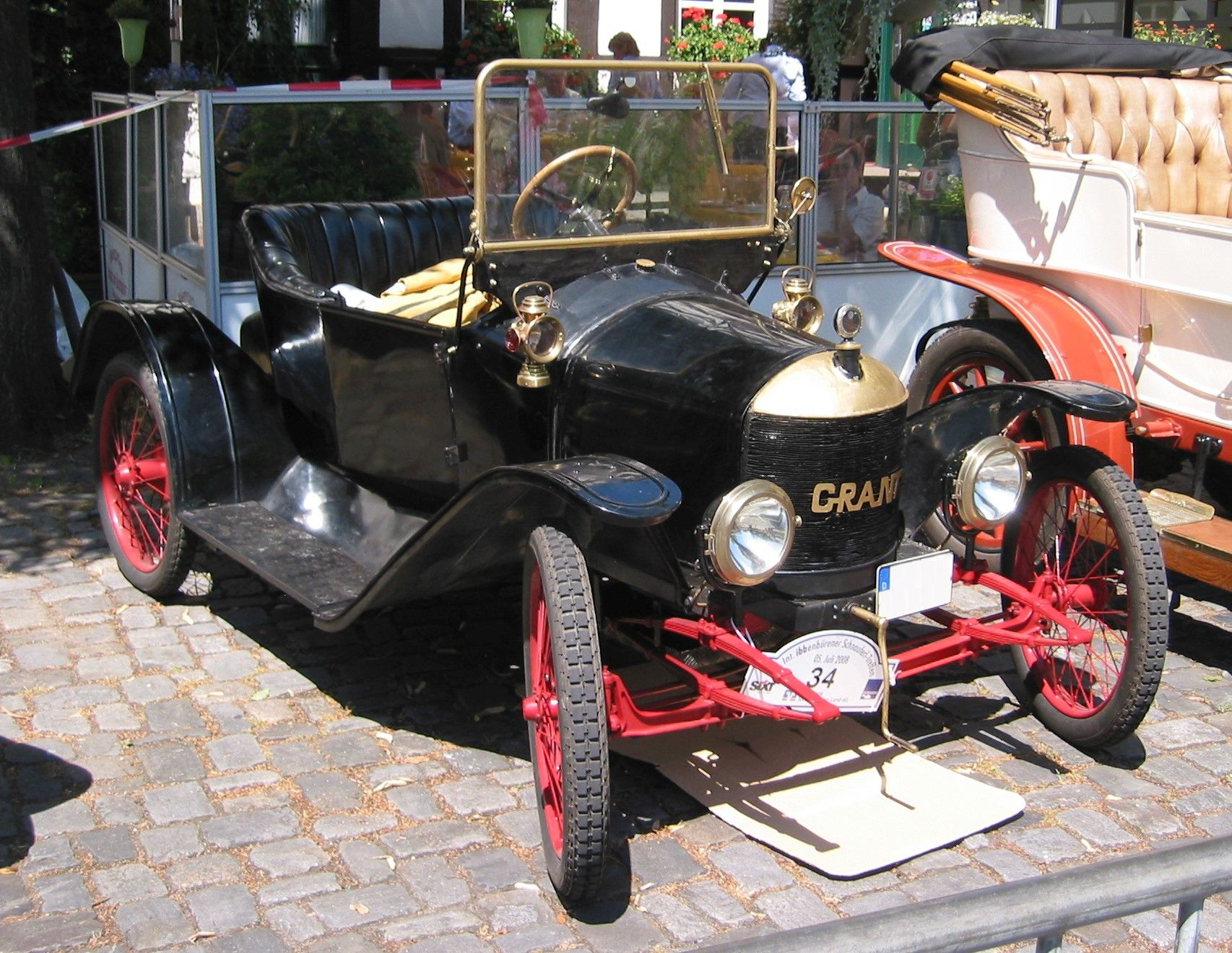
Grant Model M als zweisitziger Roadster

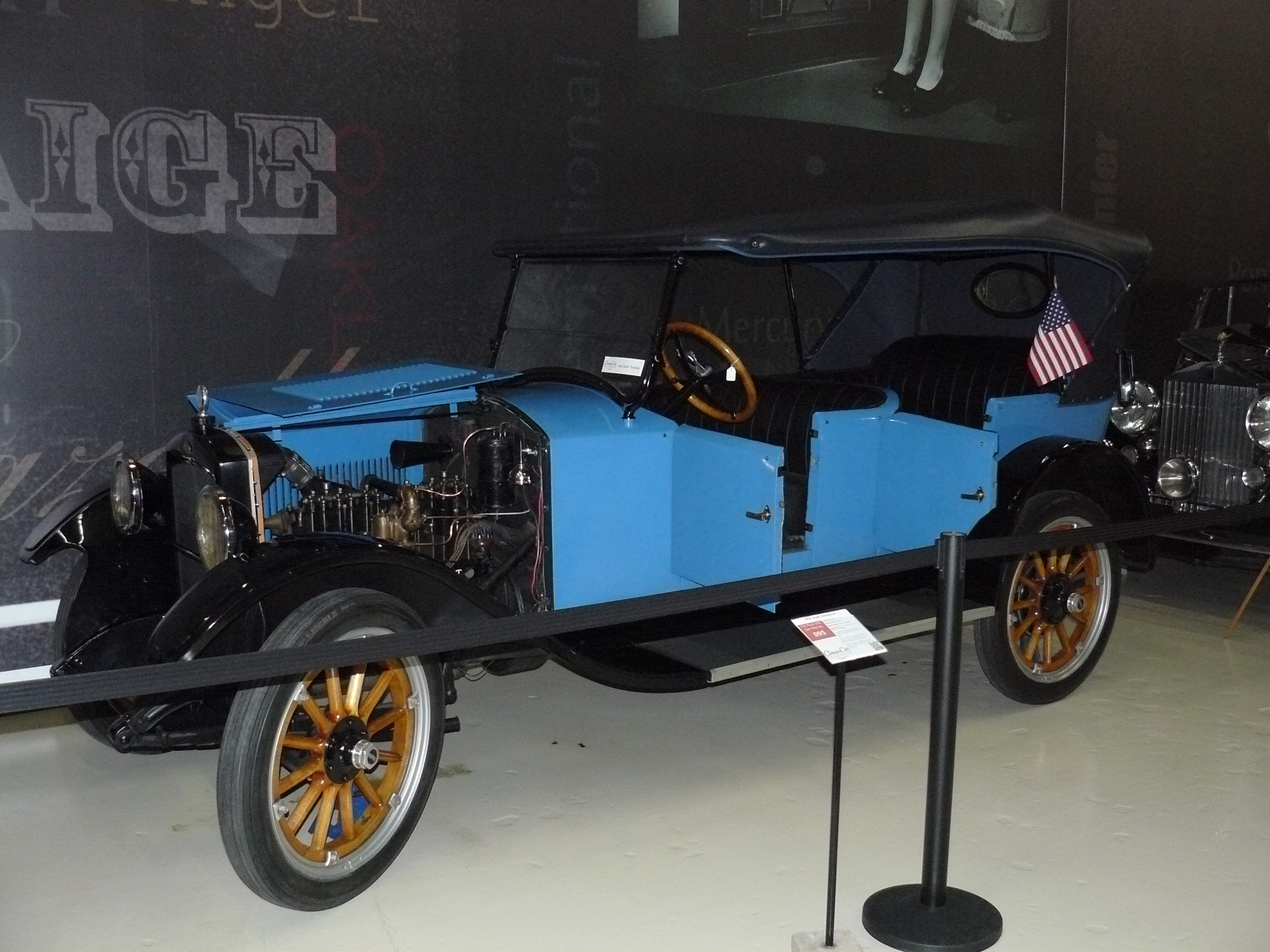
Grant Model G als fünfsitziger Tourenwagen von 1919

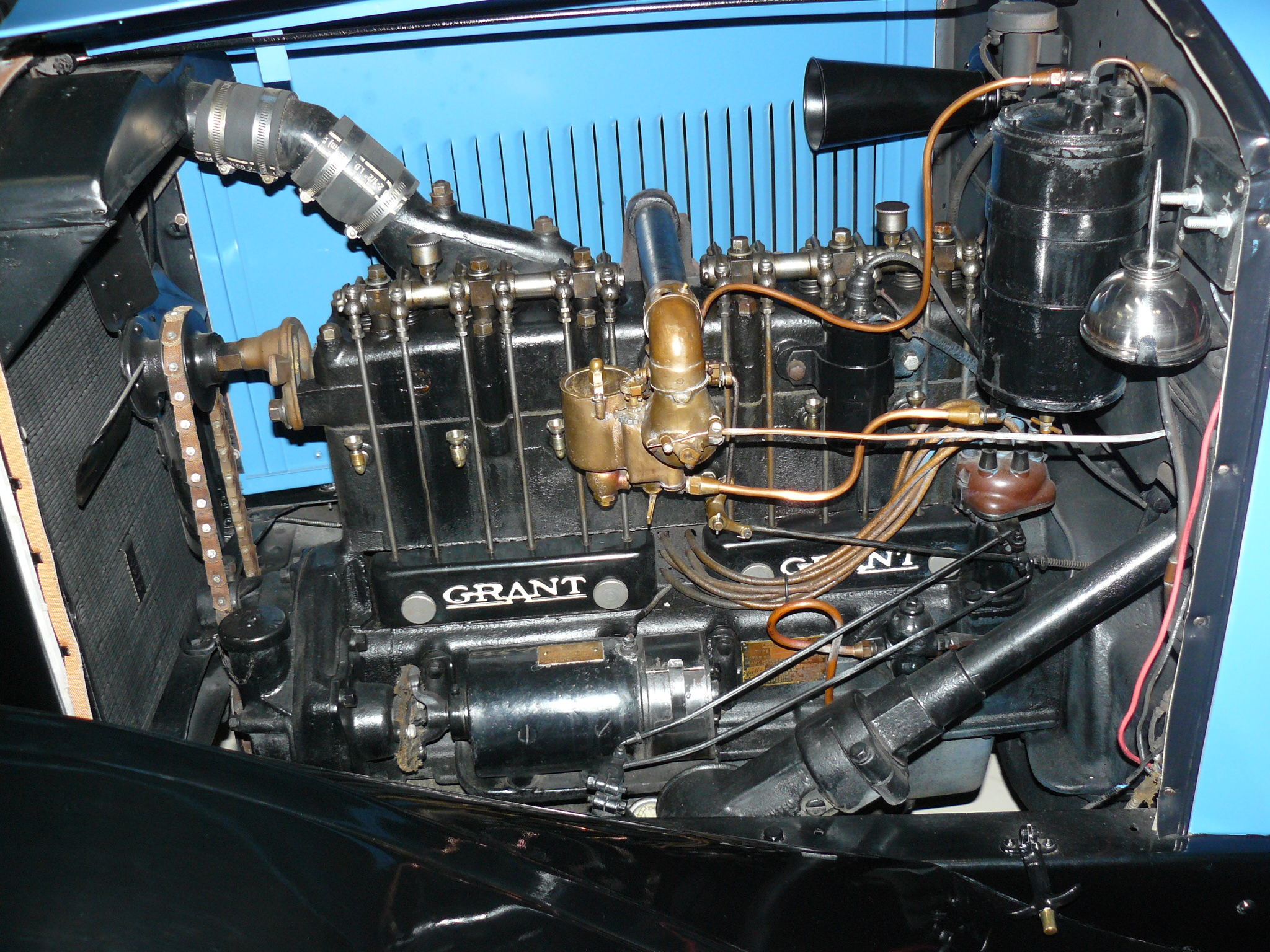
Sechszylindermotor des Grant Model G von 1919

Grant Motor Car Corporation, vorher Grant Motor Company, war ein US-amerikanischer Hersteller von Automobilen.

## Unternehmensgeschichte
Die Brüder George D. und Charles A. Grant betrieben ab etwa 1901 einen Autohandel in Detroit in Michigan. 1913 gründeten sie die Grant Motor Company in der gleichen Stadt zur Fahrzeugproduktion. George wurde Präsident, Charles Vizepräsident. Der Sekretär und Schatzmeister David A. Shaw war vorher für die Simplex Motor Car Company tätig. Der Chefingenieur James M. L. Howe hatte bei James Cunningham, Son & Company, Selden Motor Vehicle Company, Studebaker Corporation und E. R. Thomas Motor Car Company Erfahrungen gesammelt. Werksmanager George S. Salzman hatte bereits 1897 ein Fahrzeug hergestellt und danach für Simplex und Thomas gearbeitet. Verkaufsmanager George S. Waite war vorher ebenfalls für Simplex und Thomas aktiv. Sie begannen 1913 mit der Produktion von Automobilen in geringem Umfang. Der Markenname lautete Grant. Im Vereinigten Königreich wurden die Fahrzeuge als Whiting-Grant vermarktet.
Im November 1913 zog das Unternehmen in das Werk der aufgelösten Findlay Motor Company in Findlay in Ohio. 1914 entstanden 2000 Fahrzeuge, im Folgejahr 2100 und 4000 im Jahre 1916.
1916 erfolgte die Umfirmierung in Grant Motor Car Corporation. Ende des Jahres wurde ein neues Werk in Cleveland in Ohio bezogen. Es sollte eine Jahreskapazität von 35.000 Fahrzeugen bieten. 1917 entstanden 12.000 Fahrzeuge. Im gleichen Jahr wurde der Nutzfahrzeughersteller Denneen Motor Company aus der gleichen Stadt übernommen. Daraufhin fertigte das Unternehmen auch Lastkraftwagen der Marke Denmo-Grant. 1918 und 1919 entstanden etwa 10.000 Personenkraftwagen. Das Werk in Findlay stellte während des Ersten Weltkriegs Munition her.
Nach dem Krieg war David Shaw der neue Präsident. Er führte im Oktober 1919 ein neues Nachkriegsmodell ein, für das 21.000 Bestellungen vorlagen. Im März 1920 wurden Anteile am Motorenhersteller H. J. Walker Manufacturing Company erworben. Die Depression Anfang der 1920er Jahre traf das Unternehmen hart. 1920 entstanden nur 5400 Fahrzeuge. Die Anteile an Walker wurden wieder abgestoßen. Im Oktober 1922 begann die Insolvenz. Daraufhin endete die Pkw-Produktion. Die Fertigung der Lkw lief in geringem Umfang weiter.
Im Juni 1923 wurde das Unternehmen aufgelöst und das Werk in Cleveland an die Lincoln Electric Company verkauft.
Es bestand keine Verbindung zur Grant Motor Car Company, die Fahrzeuge als Grant Six anbot.

## Fahrzeuge
Von 1913 bis 1914 gab es den 12 HP. Er hatte einen Vierzylindermotor mit 12 PS Leistung.  Das Fahrgestell hatte 229 cm Radstand und 142 cm Spurweite. Damit war es für amerikanische Verhältnisse ein Kleinwagen, aber oberhalb der Cyclecars positioniert. Einziger Aufbau war ein zweisitziger Roadster.
1915 wurde daraus das Model M. Die Daten änderten sich nicht. Der Neupreis konnte auf 425 US-Dollar reduziert werden. Das Model S ergänzte das Sortiment. Es hatte einen Sechszylindermotor mit 20 PS Leistung. Der  Radstand betrug 269 cm. Erhältlich waren Tourenwagen mit fünf Sitzen und Roadster mit zwei Sitzen.
1916 entfiel das Vierzylindermodell. Das Sechszylindermodell wurde zum Model V weiterentwickelt. Der Motor leistete nun 22 PS. Der Radstand war auf 284 cm verlängert worden. Zusätzliche Karosseriebauform war ein Cabriolet.
1917 wurde daraus das Model K. Eine fünfsitzige Touren-Limousine kam dazu.
1918 folgte das Model G. Der Radstand betrug nun 290 cm. Aufbauten waren Tourenwagen mit fünf Sitzen, Roadster mit drei Sitzen, Sedan-Tourenwagen und Sedan-Roadster.
1919 waren teilweise neue Aufbauten erhältlich. Tourenwagen und Roadster blieben unverändert. Daneben wurden eine Detachable Limousine mit fünf Sitzen, eine Allwetter-Limousine und ein Allwetter-Coupé genannt.
Für das Modelljahr 1920 erschien mit dem Model H eine Neuentwicklung. Der Sechszylindermotor leistete 35 PS. Der Radstand betrug 295 cm. Zur Wahl standen Tourenwagen mit fünf Sitzen, Roadster mit zwei Sitzen, Limousine mit fünf Sitzen und Coupé mit drei Sitzen.
1921 wurde daraus das Model HX. Die Motorleistung war auf 45 PS gesteigert worden. Das Coupé bot nun vier Personen Platz. Die übrigen Karosserien blieben unverändert.
1922 wurde dieses Modell einfach als Six angeboten.

## Modellübersicht
| Jahr      | Modell   | Zylinder | Leistung (PS) | Radstand (cm) | Aufbau |
| --------- | -------- | -------- | ------------- | ------------- | --- |
| 1913–1914 | 12 HP    | 4        | 12            | 229           | Roadster 2-sitzig                                                                                            |
| 1915      | Model M  | 4        | 12            | 229           | Roadster 2-sitzig                                                                                            |
| 1915      | Model S  | 6        | 20            | 269           | Tourenwagen 5-sitzig, Roadster 2-sitzig                                                                      |
| 1916      | Model V  | 6        | 22            | 284           | Tourenwagen 5-sitzig, Roadster 2-sitzig, Cabriolet                                                           |
| 1917      | Model K  | 6        | 22            | 284           | Tourenwagen 5-sitzig, Cabriolet, Touren-Limousine 5-sitzig, Roadster 2-sitzig                                |
| 1918      | Model G  | 6        | 22            | 290           | Tourenwagen 5-sitzig, Roadster 3-sitzig, Sedan-Tourenwagen, Sedan-Roadster                                   |
| 1919      | Model G  | 6        | 22            | 290           | Tourenwagen 5-sitzig, Roadster 3-sitzig, Detachable Limousine 5-sitzig, Allwetter-Limousine, Allwetter-Coupé |
| 1920      | Model H  | 6        | 35            | 295           | Tourenwagen 5-sitzig, Roadster 2-sitzig, Limousine 5-sitzig, Coupé 3-sitzig                                  |
| 1921      | Model HX | 6        | 45            | 295           | Tourenwagen 5-sitzig, Roadster 2-sitzig, Coupé 4-sitzig, Limousine 5-sitzig                                  |
| 1922      | Six      | 6        | 45            | 295           | Tourenwagen 5-sitzig, Roadster 2-sitzig, Coupé 4-sitzig, Limousine 5-sitzig                                  |